# Gæstespillet
Gæstespillet er en dansk stumfilm fra 1913 med instruktion og manuskript af Eduard Schnedler-Sørensen.

## Handling
Denne artikel mangler et handlingsreferat. Hjælp os med at skrive det.

## Medvirkende
- Valdemar Psilander - Frede Lund, ingeniør
- Aage Fønss - Aage, Fredes bror
- Else Frölich - Edith Falck, skuespiller
- Axel Boesen